# 12113 Hollows
12113 Hollows eller 1998 OH12 är en asteroid i huvudbältet som upptäcktes den 29 juli 1998 av den australiensiske amatörastronomen John Broughton vid Reedy Creek-observatoriet. Den är uppkallad efter Fred Hollows.
Den tillhör asteroidgruppen Eos.